# Засавица I
Засавица I или Горња Засавица је насеље у Србији у општини Сремска Митровица у Сремском округу. Према попису из 2022. било је 652 становника.

## Демографија
У насељу Засавица I живи 655 пунолетних становника, а просечна старост становништва износи 39,7 година (38,9 код мушкараца и 40,4 код жена). У насељу има 268 домаћинстава, а просечан број чланова по домаћинству је 3,12.
Ово насеље је великим делом насељено Србима (према попису из 2002. године), а у последња три пописа, примећен је пад у броју становника.
|  |

| Демографија | Демографија | Демографија |
| Година      | Становника  | Становника  |
| ----------- | ----------- | ----------- |
| 1948.       | 925         |             |
| 1953.       | 978         |             |
| 1961.       | 969         |             |
| 1971.       | 913         |             |
| 1981.       | 924         |             |
| 1991.       | 864         | 833         |
| 2002.       | 836         | 893         |
| 2011.       | 722         |             |

| Етнички састав према попису из 2002.‍ | Етнички састав према попису из 2002.‍ | Етнички састав према попису из 2002.‍ | Етнички састав према попису из 2002.‍ | Етнички састав према попису из 2002.‍ |
| ------------------------------------ | ------------------------------------ | ------------------------------------ | ------------------------------------ | ------------------------------------ |
|                                      |                                      |                                      |                                      |                                      |
| Срби                                 | Срби                                 |                                      | 821                                  | 98,20%                               |
| Роми                                 | Роми                                 |                                      | 8                                    | 0,95%                                |
| Хрвати                               | Хрвати                               |                                      | 2                                    | 0,23%                                |
| Украјинци                            | Украјинци                            |                                      | 1                                    | 0,11%                                |
| Бугари                               | Бугари                               |                                      | 1                                    | 0,11%                                |
| непознато                            | непознато                            |                                      | 3                                    | 0,35%                                |

## Знаменитости
Специјални резерват природе Засавица је стављена под заштиту државе 1977. године као природно добро I категорије од изузетног значаја. Резерват се простире у јужном Срему и северној Мачви на територијама општина Сремска Митровица и Богатић. Ово је мочварно подручје са поплавним ливадама и шумама површине 1825 хектара уз речицу Засавицу дужине 33,1 km. Кроз овај резерват тече речица Засавица, поток Батар, канали Јовац и Прекопац и постоји веза са реком Савом. Ово је ретко место где се може затећи дабар у природи у Србији, пошто је овде враћен плански и већ се појавила прва брана коју су даброви направили.
Српска православна црква Свете Тројице је једини богослужбени храм у селу и под заштиом је државе као споменик културе од великог значаја.
| Година пописа     | 1948. | 1953. | 1961. | 1971. | 1981. | 1991. | 2002. |
| ----------------- | ----- | ----- | ----- | ----- | ----- | ----- | ----- |
| Број домаћинстава | 169   | 190   | 223   | 217   | 232   | 243   | 268   |

| Број чланова      | 1  | 2  | 3  | 4  | 5  | 6  | 7 | 8 | 9 | 10 и више | Просек |
| ----------------- | -- | -- | -- | -- | -- | -- | - | - | - | --------- | ------ |
| Број домаћинстава | 57 | 54 | 47 | 58 | 26 | 17 | 7 | 1 | 1 | 0         | 3,12   |

| Пол    | Укупно | Неожењен/Неудата | Ожењен/Удата | Удовац/Удовица | Разведен/Разведена | Непознато |
| ------ | ------ | ---------------- | ------------ | -------------- | ------------------ | --------- |
| Мушки  | 334    | 89               | 221          | 19             | 5                  | 0         |
| Женски | 351    | 60               | 217          | 62             | 12                 | 0         |
| УКУПНО | 685    | 149              | 438          | 81             | 17                 | 0         |

| Пол    | Укупно                    | Пољопривреда, лов и шумарство | Рибарство                            | Вађење руде и камена | Прерађивачка индустрија       |
| ------ | ------------------------- | ----------------------------- | ------------------------------------ | -------------------- | ----------------------------- |
| Мушки  | 196                       | 103                           | 0                                    | 0                    | 28                            |
| Женски | 92                        | 51                            | 0                                    | 0                    | 7                             |
| УКУПНО | 288                       | 154                           | 0                                    | 0                    | 35                            |
| Пол    | Производња и снабдевање   | Грађевинарство                | Трговина                             | Хотели и ресторани   | Саобраћај, складиштење и везе |
| Мушки  | 0                         | 8                             | 4                                    | 0                    | 16                            |
| Женски | 0                         | 0                             | 11                                   | 1                    | 1                             |
| УКУПНО | 0                         | 8                             | 15                                   | 1                    | 17                            |
| Пол    | Финансијско посредовање   | Некретнине                    | Државна управа и одбрана             | Образовање           | Здравствени и социјални рад   |
| Мушки  | 0                         | 0                             | 1                                    | 3                    | 7                             |
| Женски | 0                         | 1                             | 1                                    | 5                    | 6                             |
| УКУПНО | 0                         | 1                             | 2                                    | 8                    | 13                            |
| Пол    | Остале услужне активности | Приватна домаћинства          | Екстериторијалне организације и тела | Непознато            | Непознато                     |
| Мушки  | 3                         | 0                             | 0                                    | 23                   | 23                            |
| Женски | 1                         | 0                             | 0                                    | 7                    | 7                             |
| УКУПНО | 4                         | 0                             | 0                                    | 30                   | 30                            |

## Галерија
- Сеоска школа
- Сеоска школа
- Споменик у центру села
- Споменик и црква Свете Тројице